# Armida
För andra betydelser, se Armida (olika betydelser).
Armida är en litterär gestalt i Torquato Tassos Det befriade Jerusalem, där hon genom sin skönhet och sina trollkonster förför de kristna hjältarna.
Armida förekommer som hjältinna i operor av bland andra Jean-Baptiste Lully, Antonio Vivaldi, Antonio Salieri, Christoph Willibald Gluck och Joseph Haydn.